# 김천금릉빗내농악
김천금릉빗내농악(金泉金陵빗내農樂)은 대한민국 경상북도 김천시 개령면 광천리, 빗내마을에서 전승되는 농악이다. 경상북도 내륙지역 농악의 성격과 특징을 지니고 있다. 특히 김천금릉빗내농악은 양손으로 치는 대(大)북놀음이 웅장하고, 판굿(영풍굿, 영산다드래기)에서 드러나는 군사진(軍事陣) 굿이 두드러진다.
경상북도의 무형문화재 제8호 금릉빗내농악으로 1984년 12월 29일 지정되었으나, 2019년 9월 2일 인·지정이 해제되고, 동 일자로 대한민국의 국가무형문화재 제11-7호 김천금릉빗내농악으로 종목 지정 및 보유단체가 인정되었다.

## 경상북도 무형문화재 지정·해제
농악은 농부들이 두레(마을의 공동작업을 하기 위한 조직)를 짜서 일할 때 치는 음악으로, 꽹과리·징·장구·북과 같은 타악기를 치며 벌이는 음악을 두루 가리키는 말이다.
빗내농악은 빗내마을에서 삼한시대의 나랏제사와 마을의 수호신인 성황님께 마을의 평화와 풍년을 기원하는 별신제(別神祭)가 섞여 매년 음력 1월 6일에 마을단위로 제사를 지내는 동제(洞祭)의 형태로 전승되었다. 동제 때는 농악놀이와 무당의 굿놀이, 줄다리기 등의 행사가 행해졌는데 이들 행사가 혼합되어 진굿(진풀이)의 농악놀이로 발전한 것이 금릉빗내농악이다. 질굿·문굿·마당굿·반죽굿·다드래기·영풍굿·허굿·기러기굿·판굿·채굿·진굿·지신굿의 12가락으로 구성되어 있다.
전국 농악놀이의 대부분이 농사굿 인데 비해 이곳 빗내농악은 군대행진용의 진(陣)굿으로, 가락이 매우 강렬하며 가락의 종류도 다양한 특징을 가지고 있다.

### 보유자 현황
| 지정종별                  | 문화재명      | 구분           | 성명                         | 생년              | 주소                    | 지정·해제일자                 |
| ------------------------- | ------------- | -------------- | ---------------------------- | ----------------- | ----------------------- | ----------------------------- |
| 경상북도 무형문화재 제8호 | 금릉 빗내농악 | 보유단체       | 금릉빗내농 악보존회 (위동철) | 84.12.29 (설립일) | 김천시 개령면 빗내길118 | 지정일자 미상, 2019.9.2. 해제 |
| 경상북도 무형문화재 제8호 | 금릉 빗내농악 | 보유자         | 손영만                       | 1964년생          | 김천시 신음새동네길     | 지정일자 미상, 2019.9.2. 해제 |
| 경상북도 무형문화재 제8호 | 금릉 빗내농악 | 전수 교육 조교 | 우정구                       | 1958년생          | 김천시 개령면           | 지정일자 미상, 2019.9.2. 해제 |
| 경상북도 무형문화재 제8호 | 금릉 빗내농악 | 전수 교육 조교 | 송근영                       | 1974년생          | 김천시 삼락택지길       | 지정일자 미상, 2019.9.2. 해제 |
| 경상북도 무형문화재 제8호 | 금릉 빗내농악 | 전수 교육 조교 | 김홍수                       | 1964년생          | 김천시 송설로           | 지정일자 미상, 2019.9.2. 해제 |
| 경상북도 무형문화재 제8호 | 금릉 빗내농악 | 전수 교육 조교 | 남용우                       | 1979년생          | 김천시 모암사랑길       | 지정일자 미상, 2019.9.2. 해제 |
| 경상북도 무형문화재 제8호 | 금릉 빗내농악 | 전수 교육 조교 | 김경호                       | 1966년생          | 김천시 한곡길           | 지정일자 미상, 2019.9.2. 해제 |

## 국가무형문화재 지정
대표적인 영남농악으로 경상도 특유의 쇠가락과 쇠놀음, 양손으로 치는 웅장한 대북놀음, 판굿(영풍굿·영산다드래기 등)에서 살펴지는 군사진굿의 특징 등이 있다.
이러한 점에서 무형문화재로서 예술성·기술성, 대표성, 사회문화적 가치 등이 높아 국가무형문화재 신규종목으로 지정한다.
김천금릉빗내농악보존회는 김천금릉빗내농악의 전승기량, 전승기반, 전승의지 등이 탁월하여 국가무형문화재 김천금릉빗내농악 보유단체(보유자 없는 보유단체)로 인정한다.

### 보유단체 인정
| 지정번호 및 명칭           | 구분                       | 보유단체명               | 설립연월일  | 기·예능                            | 주소                          |
| -------------------------- | -------------------------- | ------------------------ | ----------- | ---------------------------------- | ----------------------------- |
| 제11-7호 김천금릉 빗내농악 | 종목 지정 및 보유단체 인정 | 김천금릉 빗내농악 보존회 | 1984.12.29. | 악기연주· 판굿(진굿 포함)·개인놀이 | 경북 김천시 개령면 빗내길 118 |

- '김천금릉빗내농악 보존회'는 보유단체 인정이 관보에 고시된 날로부터 6개월 이내에 국가무형문화재 보유단체 법인 정관준칙 내용을 준수하여 법인 설립을 완료하여야 함.

## 같이 보기
- 농악

## 참고 자료
- 김천금릉빗내농악 - 국가유산청 국가유산포털